# Taco Ralo
Taco Ralo es una localidad argentina ubicada en el departamento Graneros de la provincia de Tucumán. Se encuentra en el cruce de la ruta nacional 157 y la ruta provincial 334. La ruta 157 la vincula al norte con Simoca y al sur con Frías, la ruta 334 la comunica al oeste con La Cocha.
La villa nació en 1800 con el nombre de Kilómetro 28, pero tendría su auge casi un siglo más tarde cuando se creó la estación Taco Ralo del Ferrocarril Belgrano. La actividad de la zona es principalmente agrícola y ganadera, contando con silos frente a la estación de trenes para su carga. También es importante el turismo por la presencia de aguas termales a 52 °C.
El nombre original de la estación fue Tres Árboles, en referencia a tres ejemplares que había en la estación. Luego fue cambiado a Taco Ralo, que en idioma quichua significa ‘árbol de poco follaje’.
En 1969 las Fuerzas Armadas Peronistas ―dirigidos por Envar El Kadri (1941-1998)― organizaron en este lugar una zona liberada, pero fueron derrotados por el Ejército.

## Población
Cuenta con 1,595 habitantes (Indec, 2022), lo que representa un incremento del 28,53% frente a los 1,241 habitantes (Indec, 2010) del censo anterior.
| Gráfica de evolución demográfica de Taco Ralo entre 1991 y 2022 |
|                                                                 |
| Fuente: Censos nacionales del INDEC                             |